# European Council for Fatwa and Research
Der European Council for Fatwa and Research (ECFR), der „Europäische Rat für Fatwa und Forschung“, ist eine Organisation islamischer Gelehrter. Der Rat wurde im Jahre 1997 in London gegründet und hat seinen Sitz in Dublin und Leeds. Die Organisation hat offiziell ein europäisches Profil, hat aber in der Praxis eine starke arabische und sunnitisch-muslimische Neigung.
Gründungsmitglied und Vorsitzender war Yusuf al-Qaradawi. Generalsekretär ist Hussein Halawa; stellvertretender Generalsekretär ist Khaled Hanafy. Der Rat hatte 2010 38 Mitglieder und wird der islamistischen Muslimbruderschaft zugerechnet. Das Gremium orientiert sich an dem Konzept des Fiqh al-aqallīyāt.
Im ECFR ist die Islamische Gemeinschaft Millî Görüş (IGMG), ein Teil der transnationalen islamistischen Millî-Görüş-Bewegung, vertreten.
Die Organisation versucht, die islamischen Gelehrten in Europa zusammenzuführen und die islamische Jurisprudenz zu vereinheitlichen, und widmet sich insbesondere dem Erlassen von Fatwas für Muslime in Europa, um - gemäß der Schari’a - deren Probleme im Alltag zu lösen und deren Interaktion mit den säkularen Gesellschaften des Westens zu regulieren. Die Organisation stützt sich in ihren Gutachten und Studien auf die vier klassischen Rechtsschulen des Islam.

## Positionen
Auf einer Konferenz der ECFR in Stockholm im Jahre 2003 billigte der Vorsitzende der Organisation Selbstmordattentate in Palästina. Insbesondere rechtfertigte er dabei zivile Opfer und auch den Tod von unbeteiligten Muslimen. Wörtlich erklärte er:
“What weapon can harm their enemy, can prevent him from sleeping, and can strip him of a sense of security and stability, except for these human bombs - a young man or woman who blows himself or herself up amongst their enemy. This is a weapon the likes of which the enemy cannot obtain, even if the U.S. provides it with billions [of dollars] and the most powerful weapons, because it is a unique weapon that Allah has placed only in the hands of the men of belief. It is a type of divine justice on the face of the earth… it is the weapon of the wretched weak in the face of the powerful tyrant…”
Das Landesamt für Verfassungsschutz Baden-Württemberg charakterisierte den ECFR im Frühjahr 2011 wie folgt:
Der ECFR sieht sich als Repräsentant der islamischen Welt und vor allem der muslimischen Minderheiten im Westen. Den Verlautbarungen des Rates ist zu entnehmen, dass die Entwicklung eines Islam europäischer Prägung und einer Islam-Auslegung, die sich an demokratischen Werten und dem westlichen Verständnis von Menschenrechten und Selbstbestimmung orientiert, verhindert werden soll.